# Jan Stefani

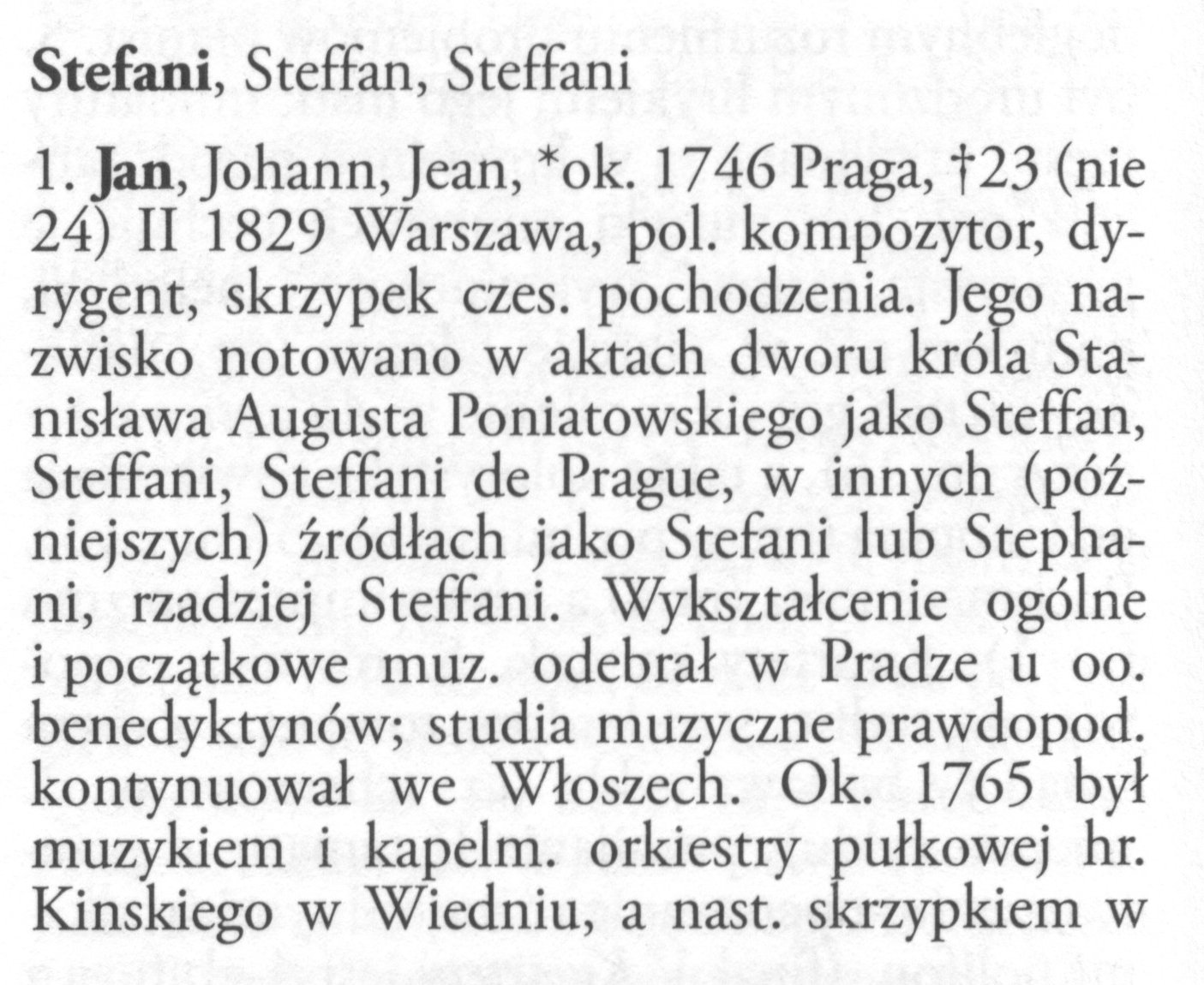
Jan Stefani (Biografie, I. díl)

Jan Stefani, také Steffan, Steffani, Joannis, Johann, Jean (asi 1746 Praha – 24. února 1829 Varšava) byl polský houslista, dirigent a hudební skladatel českého původu.

## Život
Po otci byl zřejmě Ital. Základní všeobecné i hudební vzdělání získal v Praze v klášteře Řádu svatého Benedikta|benediktinů. Další hudební studia absolvoval v Itálii. Okolo roku 1765 byl hudebníkem a dirigentem kapely hraběte Kinského ve Vídni a později se stal houslistou dvorního orchestru císaře Josefa II. S dalšími českými hudebníky odešel v roce 1779 do Varšavy, kde se stal kapelníkem a koncertním mistrem devítičlenného kapely Viennese Band na dvoře krále Stanisława Augusta Poniatowského. V roce 1781 se celá tato kapela stala součástí nově vytvořeného orchestru Královského divadla a Stefani byl v tomto orchestru koncertním mistrem prvních houslí, zcela určitě do roku 1787 a velmi pravděpodobně až do rozpuštění orchestru v roce 1795. Z královských služeb byl propuštěn až v říjnu 1797. Kromě orchestru byl kapelníkem v katedrále sv. Jana Křtitele a příležitostně řídil chrámovou hudbu i v dalších varšavských kostelích.
V roce 1791 se v Polsku oženil a zcela splynul s polským prostředím. Sbíral polské lidové písně a polský folklór pronikl i do jeho tvorby. Zkomponoval na 100 polonéz, které byly v té době velice oblíbené. Polský národní duch pronikl i do jeho opery Cud mniemany czyli Krakowiacy i Górale, která se stala druhou polskou národní operou. Měla premiéru 1. března 1794 ve varšavském Národním divadle. Od poloviny 90. let dirigoval orchestr Národního divadla a v letech 1799–1818 byl prvním houslistou divadelního orchestru.
Z jeho mnoha potomků se řada věnovala hudbě. Synové Kazimierz (1791–1811) a Jan Franciszek (1797–1826) se stali houslisty v orchestru Národního divadla, Eleonora (1802–1831) byla operní zpěvačkou a Józef Andrzej (1800–1876) se stal po otci hudebním skladatelem.

## Dílo

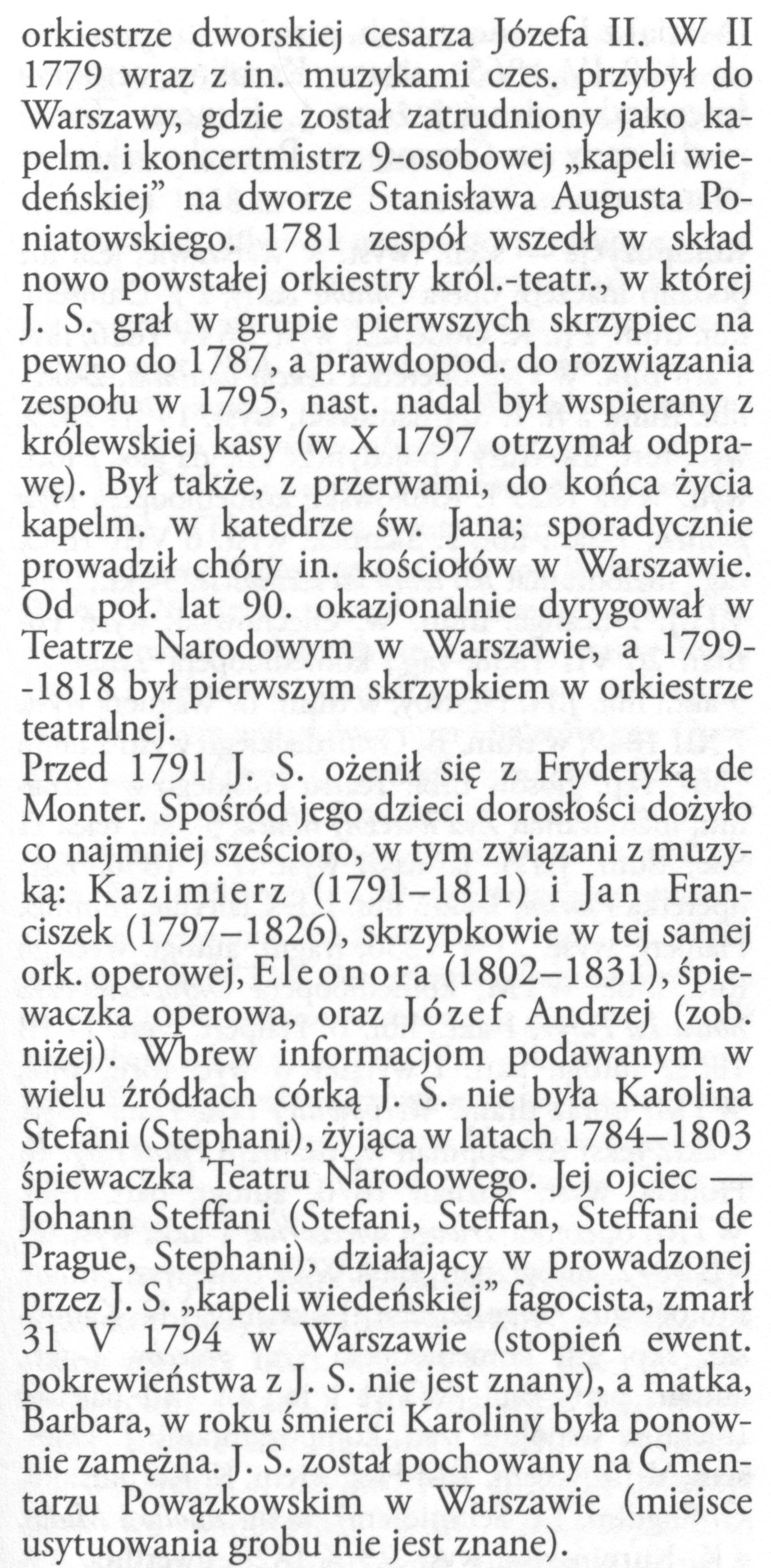
Jan Stefani (Biografie, II. díl)

Zkomponoval celkem 11 oper. Kromě výše zmíněných polonéz psal oratoria, chrámovou hudbu a ve zvláštní oblibě měl skladby pro dechové soubory. Dodnes jsou na koncertech uváděny jeho Partity pro 2 klarinety, 2 lesní rohy a 2 fagoty.

### Opery
- Król w kraju rozkoszy (premiéra 3. února 1787)
- Cud mniemany czyli Krakowiacy i Górale (premiéra 1. března 1794)
- Wdieczni poddani czyli Wesele wiejskie (premiéra 24. července 1796)
- Szczesliwi wiesniacy – Drzewo zaczarowane (1796)
- Frozyna czyli Siedem razy jedna (premiéra 21. února 1806)
- Rotmistrz Górecki czyli Oswobodzenie (premiéra 3. dubna 1807)
- Polka czyli Oblezenie Trembowli (premiéra 22. května 1807)
- Stary mysliwy (premiéra 31. ledna 1808)
- Papirius czyli Ciekawosc dawnych kobiet (premiéra 15. května 1808)